# Do Re Mi (canción de Blackbear)
«Do Re Mi» (estilizado como do re mi) es una canción escrita e interpretada por el cantante blackbear. La versión original fue lanzada el 17 de junio de 2017, como el primer sencillo promocional de su álbum de estudio, Digital Druglord (2017). Y alcanzó el número 41 en el Billboard Hot 100.

## Formatos y lista de canciones
- Descarga digital

| Mundial |            |          |  |
| N.º     | Título     | Duración |  |
| 1.      | «do re mi» | 3:32     |  |

| Remix (con Gucci Mane) |                                     |          |  |
| N.º                    | Título                              | Duración |  |
| 1.                     | «do re mi» (Remix) (con Gucci Mane) | 3:53     |  |

| do re mi X |                                |          |  |
| N.º        | Título                         | Duración |  |
| 1.         | «do re mi» (Tarro Remix)       | 3:01     |  |
| 2.         | «do re mi» (Prince Fox Remix)  | 3:10     |  |
| 3.         | «do re mi» (BASECAMP Remix)    | 3:39     |  |
| 4.         | «do re mi» (Rad Cat Remix)     | 3:46     |  |
| 5.         | «do re mi» (FRND Remix)        | 2:27     |  |
| 6.         | «do re mi» (Y2K Remix)         | 2:45     |  |
| 7.         | «do re mi» (Good Intent Remix) | 3:16     |  |

## Posicionamiento en listas

### Semanales
| Canadá          | Canadian Hot 100        | 62 |
| Eslovaquia      | Singles Digitál Top 100 | 55 |
| Estados Unidos  | Billboard Hot 100       | 40 |
| Estados Unidos  | Hot R&B/Hip-Hop Songs   | 12 |
| Estados Unidos  | Mainstream Top 40       | 31 |
| Estados Unidos  | Rhythmic                | 3  |
| República Checa | Singles Digital Top 100 | 66 |
| Suecia          | Sweden Heatseeker       | 12 |

| Australia     | ARIA               | 28 |
| Bélgica       | Ultratop (Flandes) | 37 |
| Nueva Zelanda | RMNZ (Heat.)       | 8  |
| Reino Unido   | UK Singles Chart   | 94 |

## Certificaciones
| País           | Organismo certificador | Certificación | Ventas certificadas | Ref. |
| -------------- | ---------------------- | ------------- | ------------------- | ---- |
| Estados Unidos | RRIA                   | Oro           | 500 000             |      |

## Historial de lanzamiento
| Lugar          | Fecha                | Formato                | Discografía |
| -------------- | -------------------- | ---------------------- | ----------- |
| Mundial        | 17 de marzo de 2017  | Descarga digital       | Beartrap    |
| Estados Unidos | 22 de agosto de 2017 | Contemporary hit radio | Beartrap    |